# Jane Harman
Jane Margaret Lakes Harman wcześniej Jane Margaret Lakes (ur. 28 czerwca 1945 w Nowym Jorku) – amerykańska polityczka, członkini Partii Demokratycznej.

## Działalność polityczna
W okresie od 3 stycznia 1993 do 3 stycznia 1999 przez trzy kadencje i ponownie od 3 stycznia 2001 do rezygnacji 28 lutego 2011 przez pięć kadencji i 56 dni była przedstawicielką 36. okręgu wyborczego w Kalifornii w Izbie Reprezentantów Stanów Zjednoczonych.
Jej małżonkiem był Sidney Harman.